# Одиерно, Реймонд
Реймонд Т. Одиерно (англ. Raymond T. Odierno; 8 сентября 1954 — 8 октября 2021) — четырёхзвёздный генерал в отставке Армии США, являлся командующим Международными коалиционными силами в Ираке с 16 сентября 2008 года, сменив на этом посту генерала Петреуса.
С 7 сентября 2011 года по 14 августа 2015 — начальник штаба Армии США.
Одиерно окончил военную академию США в Уэст-Пойнте, штат Нью-Йорк в 1976 году.
В 2001 году возглавил 4-ю пехотную дивизию США.
Ветеран войны в Ираке.
В августе 2015 после 39-летней службы в армии Одиерно ушёл в отставку.
Скончался 8 октября 2021 года от рака в возрасте 67 лет. В январе 2022 года был погребён на Арлингтонском национальном кладбище.